# 절단 (의학)
절단(切斷, 의학: amputation)은 어떤 이유로 인체의 부분을 자르는 것을 말한다. 신체의 일부가 절단된 사람을 절단 장애인이라고 부른다. 당뇨병 등의 병, 이슬람교의 형벌, 전쟁, 사고 등으로 절단하는 경우가 있다. 심지어는 신체통합정체성장애환자가 스스로 사지를 절단하기도 한다.

## 예방
절단을 예방하는 방법, 사지 보존 기술은 절단이 필요할 수 있는 문제에 따라 달라진다. 종종 당뇨병이나 병상에 누워 있는 환자의 욕창 궤양으로 인해 발생하는 만성 감염은 괴저를 유발하는 감염의 일반적인 원인이며, 괴저가 널리 퍼지면 절단이 필요하다.
두 가지 주요 과제가 있다. 첫째, 많은 환자가 사지의 순환 장애를 겪고 있으며, 둘째, 혈액 순환이 좋지 않아 사지의 감염을 치료하는 데 어려움을 겪고 있다.
광범위한 조직 손상과 혈액 순환 장애가 있는 압궤 부상도 고압 산소 요법(HBOT)으로 혜택을 볼 수 있다. 높은 수준의 산소화 및 혈관 재생은 회복 시간을 단축하고 감염을 예방한다.
한 연구에 따르면 서큘레이터 부트(Circulator Boot)라는 특허받은 방법이 당뇨병과 동맥경화증 환자의 절단 예방에 중요한 결과를 가져온 것으로 나타났다. 또 다른 연구에서는 말초 혈관 질환으로 인한 사지 궤양 치료에도 효과적이라는 사실이 밝혀졌다. 부츠는 심장 박동을 확인하고 심장 박동 사이에 사지를 압축한다. 압박은 정맥과 동맥 벽의 상처를 치료하는 데 도움이 되며 혈액을 심장으로 다시 밀어내는 데 도움이 된다.
외상 피해자의 경우 1970년대 미세수술의 발전으로 절단된 신체 부위의 이식이 가능해졌다.
법률, 규칙, 지침을 확립하고 최신 장비를 사용하면 외상성 절단으로부터 사람들을 보호하는 데 도움이 된다.

## 저명한 사례
- 테리 폭스
- 베서니 해밀턴
- 오스카 피스토리우스
- 프리다 칼로
- 에이미 퍼디
- 에이미 멀린스
- 릭 앨런
- 애런 랠스턴
- 휴 허
- 로버트 데이비드 홀
- 태미 더크워스
- 한스울리히 루델

## 같이 보기
- 의지 (생체공학)